# Мусульманське завоювання Південної Азії

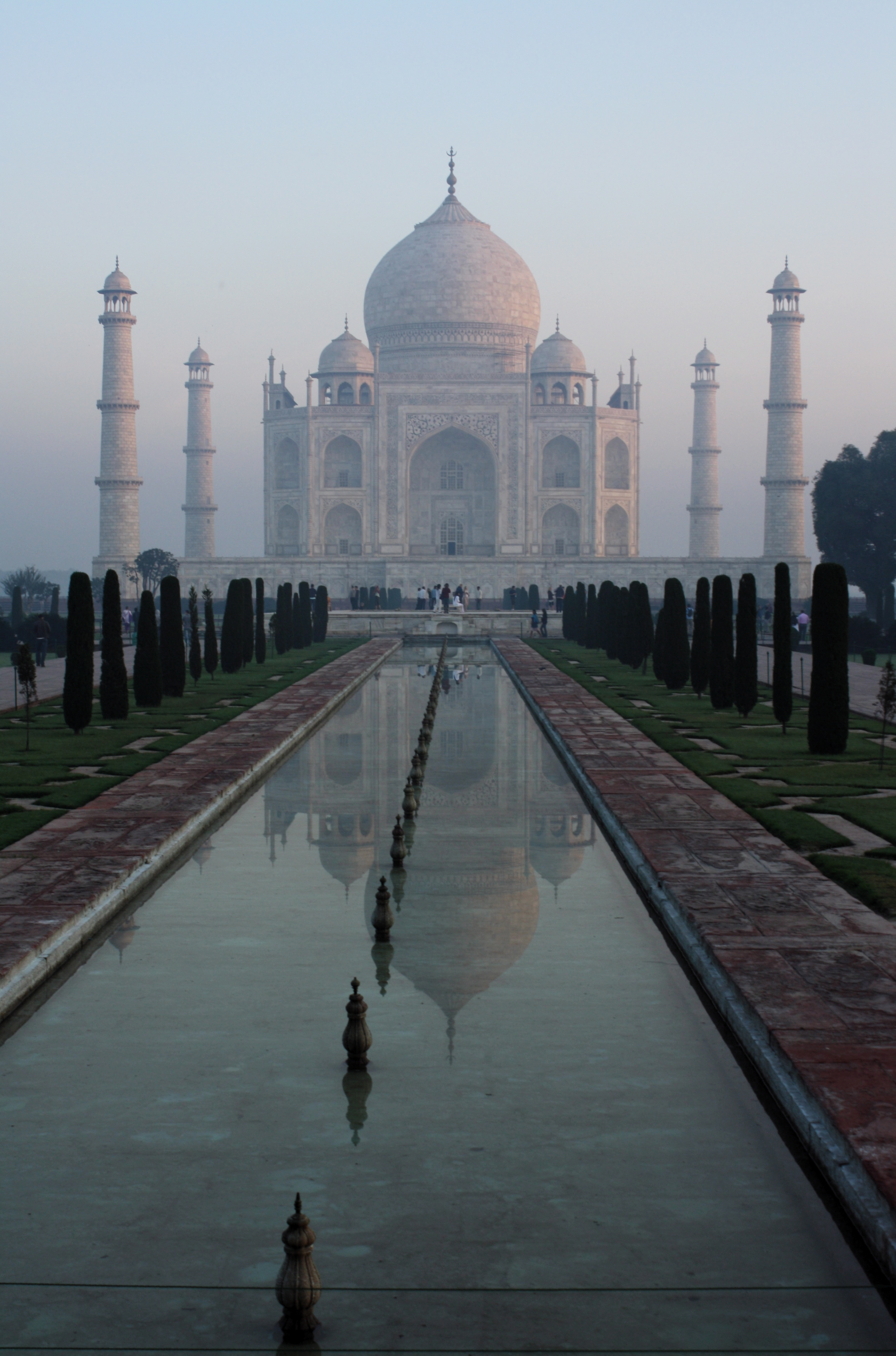
Тадж-Махал — один із символів ісламської спадщини в Індії

Мусульманське завоювання Південної Азії — вторгнення та підкорення мусульманськими правителями Південної Азії, головним чином від XIII до XVI століття. Деякі історики вважають ті бойові дії найбільш кривавими в історії людства.
Ще під час ранніх арабських завоювань у VII столітті мусульмани намагались вторгнутись до Індії, але тоді вони не зуміли проникнути вглиб її території, зустрівши спротив раджпутських царств.
Разом з тим, гімалайські королівства Алмора, Гархвал, Лухул, долина Спіті, Кіннаур у сучасному Уттаракханді й Хімачал-Прадеш та Читтаґонзьких пагорбах, а також Непал, Бутан і Сіккім, що існують дотепер, ніколи не були завойовані мусульманами.

## Передумови
Південна Азія упродовж століть зазнавала вторгнень кочових племен. Індійський субконтинент часто зазнавав нападів з Ірану й Центральної Азії, тобто завжди з північного заходу. Після падіння іранської імперії Сасанідів і створення ісламського Халіфату з’явилась нова сила, що консолідувала місцеві племена, такі як афганці й тюрки. У такому сенсі мусульманське вторгнення X століття мало чим відрізнялось від інших вторгнень, починаючи від VI століття.

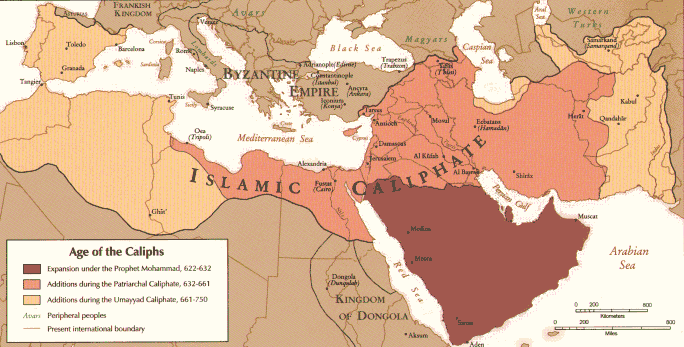
Халіфат від 622 до 750 року

Утім, на відміну від інших завойовників, які швидко переймали образ життя підкорених і зливались з ними, мусульмани принесли з собою свою адміністративну та правову систему, релігію та модель соціального устрою. Їхня культура багато в чому була чужою для Індії. Більшість мусульманських правителів намагались нав'язати свою культуру місцевому населенню, але деякі, такі як Акбар, навпаки дозволяли й навіть заохочували місцеві традиції.
Арабські війська халіфів Омеядів на чолі з полководцем Мохалібом напали на Індію 664 року. Вони проникли до Мултана, що у сучасному пакистанському Пенджабі. Мусульмани задовольнились взяттям столиці Маїлі, грабунками й захопленням полонених. Араби тоді відчували піднесення через захоплення Персії та перевіряли доступність Індії для подальших завоювань. Наприкінці правління Омеядів мусульмани здійснили більш рішучий напад під керівництвом Мухаммеда ібн Касіма. Араби були відкинуті раджпутами під час битви за Раджастан 738 року. Подальші мусульманські завоювання очолювались вже не арабами, а тюрками та центральноазійськими монголами, які навернулись в іслам.
Кілька століть знадобилось ісламу для поширення в Індії, тому як це відбулось часто викликає дискусії у науці.

## Вплив ісламу та мусульман в Індії

### Розширення торгівлі
Вплив ісламу особливо помітний у торгівлі. Першими контактами мусульман з Індією були атаки арабів на гнізда піратів у районі сучасного Мумбаї для захисту торгових шляхів Аравійського моря. Приблизно у той же час араби почали оселятись в індійських портах, що стало початком маленьких мусульманських громад. Їхнє зростання було спричинено не лише проповіддю ісламу, але й тим, що індуїстські раджі південної Індії (подібні до Чола) наймали до своїх військ мусульманських найманців.

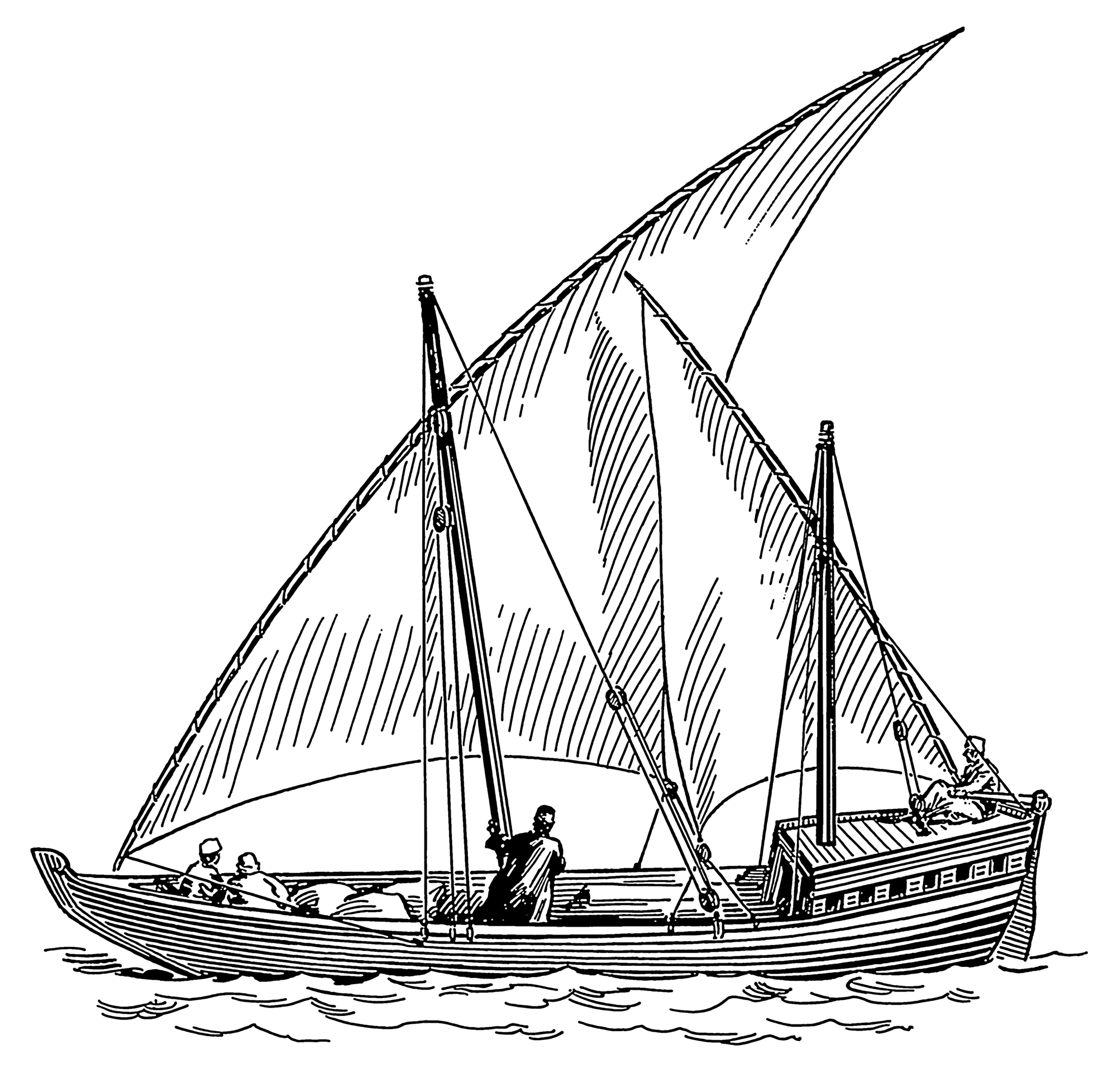
Арабське судно дау. Подібні судна використовували арабські купці

За допомогою ісламських шаріатських судів виникла єдина комерційна та правова система від Марокко на заході до Монголії та Індонезії на Далекому Сході. Поки південна Індія активно торгувала з арабами/мусульманами, північна віднайшла нові можливості. Коли індуїстські та буддійські царства Азії були підкорені ісламом, й останній почав поширюватись в Африці — він став високо централізованою силою, що дозволяла оформити платіжне доручення у Єгипті чи Тунісі, а виконати його в Індії чи Індонезії. Мусульманська система дозволяла швидко взаємодіяти групам духовенства, адміністративних керуючих та провідних торгівців. Мандрівник і дослідник Мухаммед Ібн-Абдулла Ібн Батута міг відносно легко мандрувати мусульманським світом. Він був імамом у Делі, судовим чиновником на Мальдівах, а також послом і торговцем на Малабарі. Це показує, що в ісламському світі одна людина могла бути і священиком, і чиновником, і купцем. В ісламському світі торгівлю захищали влада, закон і релігія. Шер Шах Сурі відкрив усі торгові шляхи та навіть скасував низку податків, що обмежували торгівлю. Він розширив мережу доріг і створив відомий Великий колісний шлях (1540—1544), що поєднував Калькуту з Кабулом, та частково використовується дотепер.

### Поширення технологій
Зі зростанням торгівлі було пов'язано й поширення технологій виробництва, а також міської культури. Це особливо впливало на ті частини світу, що були технологічно не розвиненими. З іншого боку, в Індії від давнини існувала багата інтелектуальна традиція й розвинуте міське життя, що менше потребували сторонніх ідей. Історики й нині сперечаються, наскільки технології, принесені мусульманами, вплинули на Індію. Використання керамічної плитки під час будівництва було принесено до Індії з Ірану, Іраку та Середньої Азії. Блакитна кераміка Раджастану сформувалась як наслідування китайській порцеляні, що почали завозити до Індії за Моголів. 

### Культурний вплив

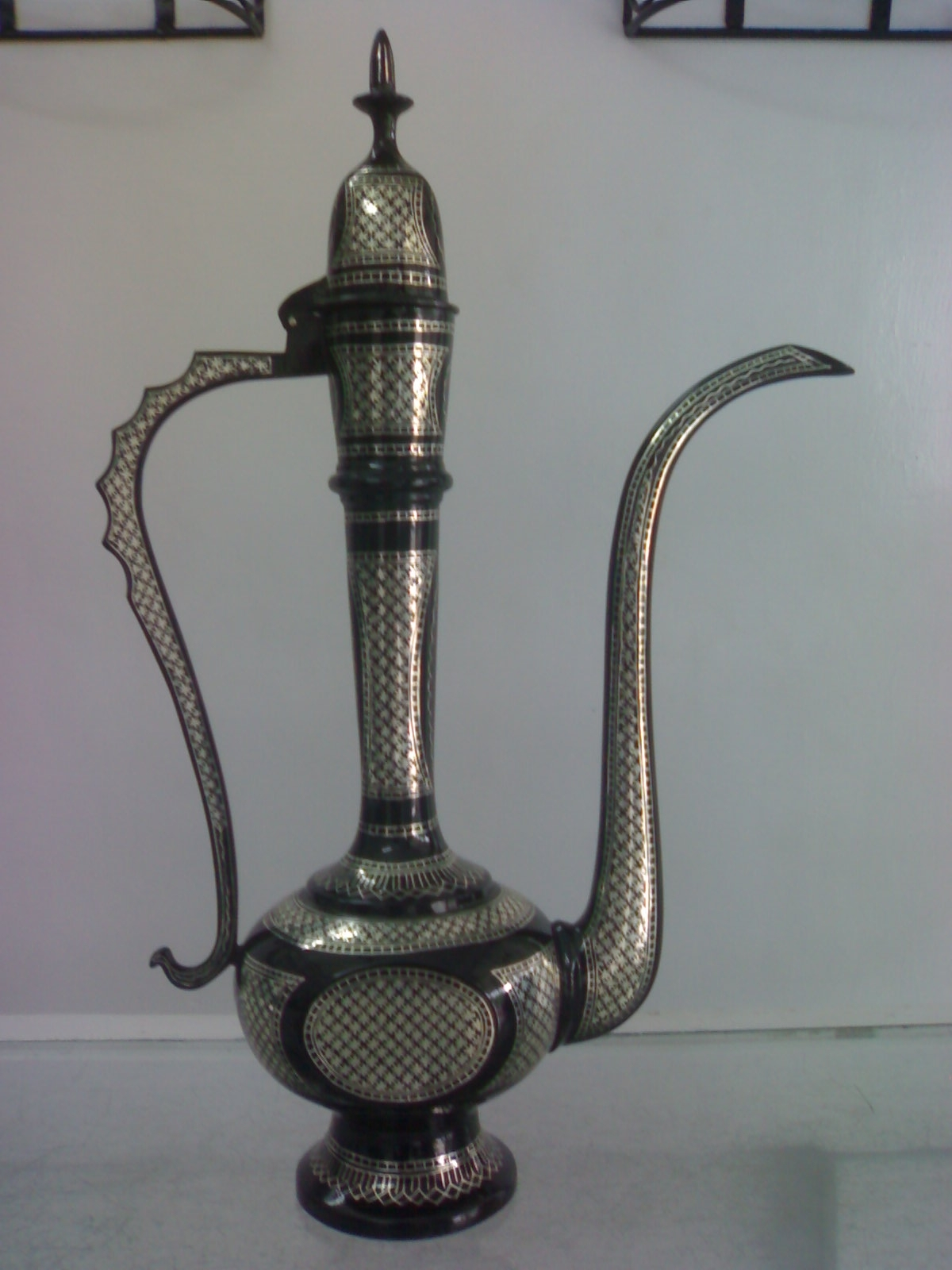
Бідарський графин для вина

Розділ Британської Індії, війни та взаємні вигнання мільйонів людей посилили ворожнечу мусульман та індусів, ускладнюючи об’єктивну оцінку. Мусульманське правління відзначалось високим рівнем асиміляції та синкретизму. Мусульманське панування вплинуло на соціальну поведінку й етику. В результаті складного історичного процесу мусульмани здобули в Індії унікальний досвід існування у меншості без втрати своєї ідентичності, але й без втрати зв’язків з немусульманами.
Вплив ісламу на індійську культуру проявляється у всіх галузях — у мові, одязі, кухні, у всіх видах мистецтва, архітектури, міського планування, звичаях та коштовностях. З іншого боку, мова мусульманських загарбників змінилась під впливом мов місцевого населення, вони перейшли на індійську за своєю лінгвістичною приналежністю мову урду, що використовує арабську абетку й доволі багато перських слів. Лінгвістично споріднені мови урду й хінді — дві головні мови Південної Азії — також відомі як гіндустані.
Мусульманське правління також спричинило зростання міст та поширення індійських технологій у решті світу. Кхурджа й Сіван стали відомими центрами гончарства, у Морадабаді виготовляли латунь, у Мірзапурі – килими, у Фірозабаді – скло, Фаррукхабад став центром друку, Шахранпур і Нагіна – різьблення по дереву, Бідар і Лакноу виробляли вироби з металу, у Срінагарі робили пап’є-маше, у Бенаресі виготовляли тканини й коштовності тощо. З іншого боку розвиток міст збільшив податковий тягар селян. Це призвело до суперечностей в укладі сільського життя, що панувало в Індії.
Індійські цифри під назвою «арабських» поширились усім світом разом із досягненнями індійської математики та природничих наук.
Ісламська архутектура Індії подарувала світу такі шедеври як Тадж-Махал і делійську Джама-Масджид.

## Мухаммед ібн Касім

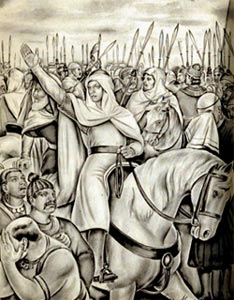
Мухаммед ібн аль-Касім ас-Сакафі очолює війська у битві

711 року арабський намісник східних провінцій Хаджадж ібн Юсуф відрядив дві невдалі експедиції до Белуджістану (посушливий регіон Іранського нагір'я у південно-західній Азії, нині розділений між Іраном, Афганістаном та Пакистаном) і Сінду.
Мусульманські хроніки (Чачнаме) стверджують, що мета експедицій була каральною у відповідь на рейди піратів на арабські судна. Царя Сінду Дахіра звинуватили у покровительстві піратам. Третю експедицію очолив юний арабський воєначальник Мухаммед ібн аль-Касім. Експедиція дісталась далеко на півночі до Мултана, «золотого міста», де розташовувався величезний Індуїстський храм Сан Мандір.
Ібн-Касім узяв Дебал (нині Карачі), а всі чоловіки старші за 17 років, які не прийняли іслам, були убиті. Армія Мухаммеда розбила Дахіра біля сучасного Хайдарабада у Сінді (712). Дахір загинув у бою, хоча його армія продовжувала битись. Дружина і син Дахіра сховались у фортеці Ревар під охороною 15 000 воїнів. Мусульмани готували штурм фортеці. Вдова Дахіра та інші жінки віддали перевагу перед мусульманським полоном самоспаленню. Фортеця була взята, 6000 полонених були страчені.
Міста Брахманабад і Нірун здались без бою. Арор і Мултан вчинили запеклий спротив. Військо завойовників спочатку складалось лише з шеститисячного кінного ополчення арабських племен. Так було встановлено панування омеядського халіфату від Атлантики до Інду. Мухаммед ібн-Касим невдовзі був відізваний до Іраку й там страчений. Форпостами халіфату у Південній Азії залишились Сінд і південний Пенджаб з містами Мансура (Брахманабад) і Мултан.

## Арабське правління уСінді

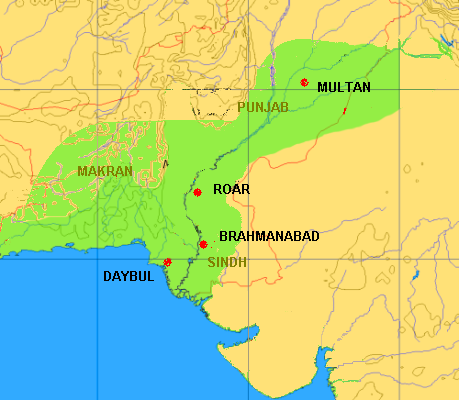
Землі, завойовані армією Касіма

Сінд був розділений на безліч феодальних утворень ікта, що були роздані мусульманським воєначальникам. Воїни та духовенство також отримували землю, хоч деякі солдати отримували грошову винагороду.
Для місцевого населення було встановлено подушний податок джизія. Іншим джерелом прибутку був поземельний податок розміром у 2/5 — 1/4 врожаю. Решта зборів і податків часто продавались з торгів відкупщиками.
Судова справа не була врегульована. До смертної кари могли засудити й місцеві правителі та мусульманські судді каді, які часто призначали індусам несправедливо суворі покарання. Цивільні справи індусів вирішувались у панчаятах, тобто на раді 5 старійшин.
В цілому мусульманські правителі терпіли індуїзм у Сінді.
По мірі послаблення халіфату Багдад втратив контроль над Сіндом, який частково був зайнятий ірридентськими сектами хариджитів і карматів.
Все ж, до падіння династії Аббасидів, що замінила Омеядів, Сінд був частиною халіфату й активно контактував з мусульманським світом у сенсі торгівлі і культури.

## Громади на північному заході

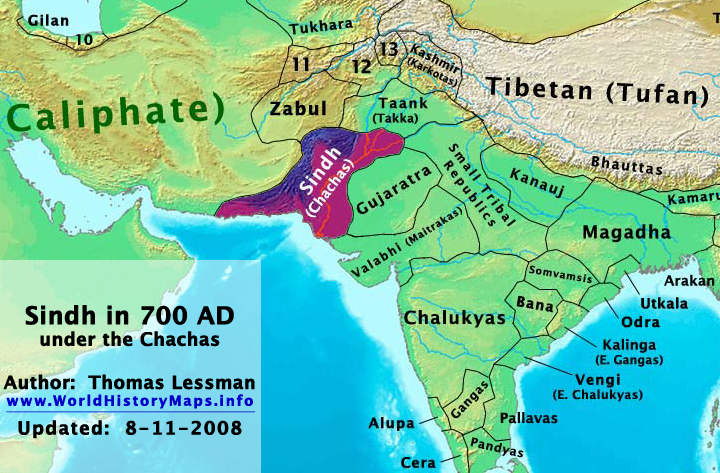
Сінд 700 року

Подальший натиск ісламського халіфату був слабким, оскільки його центральна влада послабилась, а місцеві губернатори віддавали перевагу ділити владу з індуїстськими, джайнськими та буддистськими правителями. Проповідники-ісмаїліти виявили там гідну аудиторію як серед мусульман-сунітів так і серед немусульманського населення. 985 року подібна група біля Мултана проголосила себе незалежною ісмаїлітською Фатимідською державою.
Прибережна торгівля та постійні контакти з ісламським світом зробили Сінд зручним місцем, з якого мусульманські проповідники потрапляли до Індії. Було безліч навернених, особливо серед буддистської більшості. Мултан став центром ісмаїлітів, які зустрічаються в Сінде й нині. У тому регіоні ісламські науковці знайомились з індійською наукою та передавали її далі на захід.
На північ від Мултана немусульманських груп було дуже багато. З того часу завойовані мусульманами землі розділились на дві частини: північний регіон, включаючи Пенджаб, повернувся під контроль Раджей-індуїстів, натомість південне узбережжя, включаючи Белуджистан, Сінд і Мултан, залишилось під мусульманським контролем.

## Газневіди

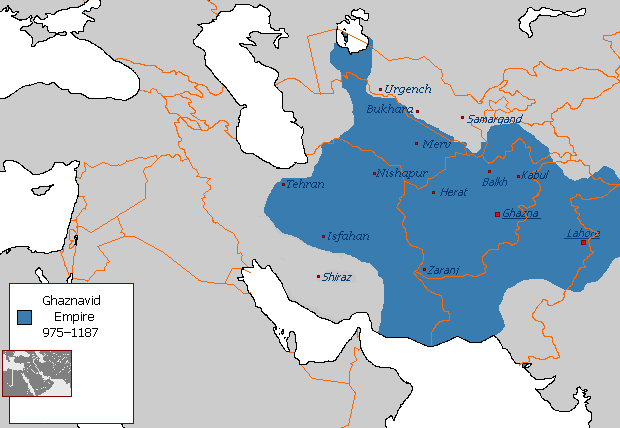
Газневіди на піку могутності

За Себук-Тегіна Газні розпочав війну з Кабул-шахом раджею Джаяпалою. Коли Себук-Тегін помер, а його син Махмуд отримав трон 998 року, Газні був зайнятий боротьбою на півночі з Караханідами. Тоді шах відновив військові дії.
На початку XI століття Махмуд Газневі здійснив 17 походів до Південної Азії. 1001 року султан Махмуд Газневі розбив раджу Джаяпалу з династії Хінду-шахів Гандхари та повів військо до Пешавара, який зробив 1005 року одним з центрів своєї держави.

Махмуд Газневі. Сучасне зображення

Газневідські завоювання первинно були спрямовані проти ісмаїлітських Фатимідів і були частиною невпинної боротьби Аббасидського халіфату з ісмаїлітами. Однак, здобувши перемогу над останніми, Махмуд вирушив далі на багаті землі Індії, грабуючи храми й монастирі. До 1027 року Махмуд захопив більшу частину Північної Індії та отримав формальне визнання незалежності від аббасидського халіфа Ахмада аль-Кадіра.
Газневіди правили у Північній Індії понад 175 років (1010—1187). У той час Лахор отримав значення другої столиці, а згодом став столицею Газневідів.
До кінця правління Махмуда його імперія простиралась від Тегерана на заході до Джамни на сході, й від Аральського моря на півночі до Аравійського моря на півдні. Хоч його походи охоплювали всю Північну та Західну Індію, тільки Пенджаб став постійною частиною його держави. Кашмір, Доаб, Раджастхан і Гуджарат залишались під контролем раджпутських династій.
Як і араби за три століття до того, армія Махмуда спалила храми Варанасі, Матхури, Удджайна, Махешвара, Джваламукхи, Сомнатха й Дварки. Махмуд був прагматиком, тому легко використовував війська раджей-індуїстів і їх самих, якщо вони погоджувались допомогти. Його головними противниками залишались шиїти та іранські Буїди. Це видно з праць Аль-Біруні, согдійських, уйгурських і маніхейських текстів, де буддистів, індуїстів і джайнів називають людьми Писання (до яких ортодоксальний іслам відносить лише прибічників монотеїзму – християн та юдеїв), а Будда названий бурханом чи навіть пророком. Після первинного розграбування та руйнувань буддисти, джайни та індуїсти потрапили до категорії «терпимих іновірців» (зіммі).

## Шихаб-ад-Дін Мухаммад Ґорі

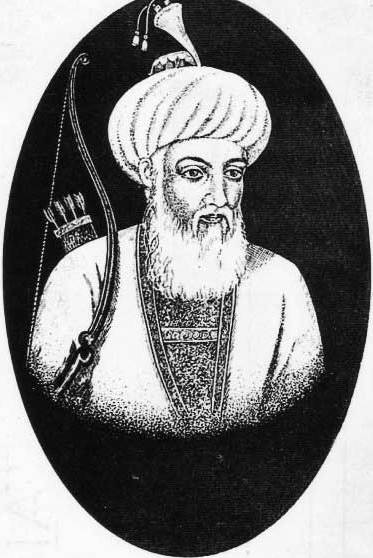
Мухаммад Ґорі. Сучасне зображення

До 1160 року Газневіди правили землями від центрального Афганістану на заході до Пенджабу на сході зі столицями Газні на березі річки Газні в сучасному Афганістані, й Лахор у сучасному Пакистані. 1160 року полководець з області Ґор в Афганістані Шихаб-ад-дин Мухаммад Ґорі відняв Газні у Газневідів, а з 1173 року зробив його своєю столицею, ставши родоначальником нової мусульманської династії Гурідів в Індії. У 1186—87 роках він завоював Лахор за допомогою союзних індуїстських князів. Тим самим він захопив останні землі, ще підвладні Газневідам, і поклав край їхній імперії. Здавалось, що нові правителі зацікавлені у захопленні всього субконтиненту. Як і його попередники, Мухаммад розпочав з протистояння ісмаїлітському Мултану, який саме повернув собі незалежність.
1191 року він вторгся до земель Прітхвіраджа III аджмерського, який правив у сучасному Раджастані і Хар'яні, але був розбитий Говіндою-раджею Делійським, васалом Прітхвіраджа. Наступного року Мухаммад зібрав 120 000 вершників і знову вторгся до Індії. Війська Мухаммада і Прітхвіраджа зійшлись на тому ж полі бою поблизу міста Карнал, що й рік тому назад, але того разу Мухаммад Ґорі переміг. Говінда-раджа був убитий, Прітхвірадж був взятий у полон, а Мухаммад вирушив у напрямку Делі. Упродовж року північ Раджастану й межиріччя Гангу та Джамни опинились у його руках. Після тих перемог в Індії Мухаммад Ґорі зробив своєю столицею Делі. Мултан також був підкорений. Потім йому довелось повернутись до Газні й захищатись від натиску тюрків і монголів, але частину армії він залишив у Північній Індії, вона продовжила розширяти сферу його володарювання до самої Бенгалії.
1206 року Мухаммаду Ґорі довелось придушувати повстання у Лахорі. Зворотним шляхом до Газні його караван зупинився на відпочинок біля Джелама у Пенджабі. Під час вечірньої молитви 15 березня 1206 року він був убитий. Деякі історики вважали, що Мухаммад був убитий асасинами, радикальною сектою ісмаїлітів.
Мухаммада Ґорі поховали на місці його загибелі. Його полководець Кутб ад-Дін Айбек захопив індійські володіння Ґорі й 1206 року проголосив себе султаном Делі.

## Делійський султанат

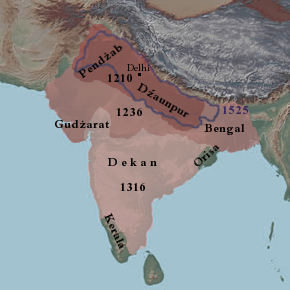
Розширення Делійського султанату

У Делійському султанаті від 1211 року правили мамелюки, тобто тюркські раби-воїни, які захопили владу. Територія султанату швидко зростала. До середини XIII століття йому належали Бенгалія та більша частина центральної Індії. У Делі змінилось кілька тюркських та афганських династій: мамелюки (1211—1290), Хілджі (1290—1320), Туґлакіди (1320—1413), Сеїди (1414—1451) й династія Лоді (1451—1526). У південній Індії царство Віджаянагара успішно опиралось мусульманському володарюванню. Кілька царств залишались незалежними від Делі й у північній та центральній Індії, такі як Раджастан, частини Декану, Гуджарат, Малава (в центральній Індії) та Бенгалія, але всі землі сучасного Пакистану керувались Делі.
Делійські султани підтримували дружні, але поверхневі стосунки з близькосхідними мусульманськими державами, поки не було суперечок через владу. Закони базувались на Корані та Шаріаті, не-мусульмани обкладались джизією. Центрами влади були міста. Військові табори й торгові факторії у сільській місцевості ставали базою для появи нових міст.
Делійському султанату вдалось попередити монгольське вторгнення до Індії. Ільхани все ж завоювали Афганістан і частину західного Пакистану. Відбувався взаємний індо-мусульманський вплив, сліди якого відстежуються в архітектурі, музиці, літературі та навіть релігії. 
1398 року Делі був розграбований Тимуром, але відродився за династії Лоді, останні правителі якої були підкорені Бабуром (1526), який заснував імперію Великих Моголів (XVI—XVIII століття).

## Тимур

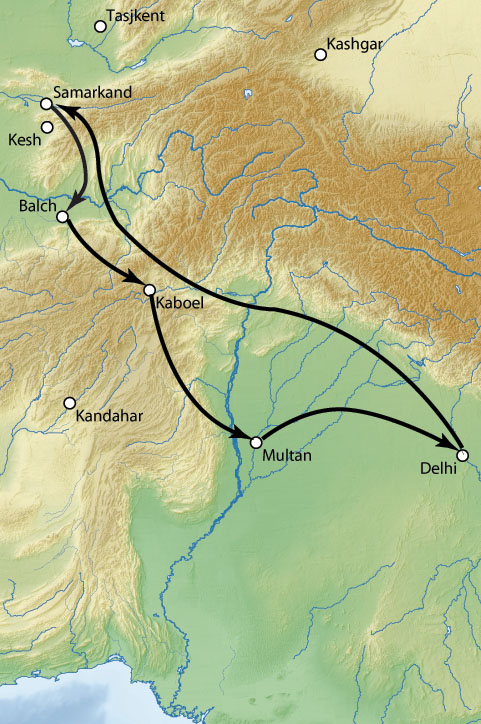
Індійська кампанія Тимура

Тюрко-монгольський полководець з Самарканда, Тимур бін Тарагхай Барлас (1370—1405), на прізвисько Тамерлан або «залізний кульгавець», завоював більшу частину Передньої та Центральної Азії. 
Знаючи про міжусобну війну в Індії, Тимур вторгся до земель Делійського султана Насіра уд-Діна Махмудшаха ібн Мухаммадшаха Туґлакіда. Приводом для вторгнення була терпимість султанів до індуїзму. На справді Тимура привабили багатства султанату.
Тимур перетнув Інд біля міста Атток (нині Пакистан) 24 вересня 1398 року. Як і під час попередніх завоювань, Тимур спалював захоплені села й міста, його армія грабувала, ґвалтувала та вбивала. У своїх спогадах Тимур висловлював презирство до індусів-ідолопоклонників, хоч він воював і з індійськими мусульманами.
Шляхом до Делі Тимур стикнувся лише з деяким опором феодальної знаті племені аван та губернатора Мератха. Армія султана була легко розбита 17 грудня 1398 року. Тимур розграбував та спалив Делі. Ще до битви за столицю Тимур наказав перебити 100 000 полонених, головним чином індуїстів.

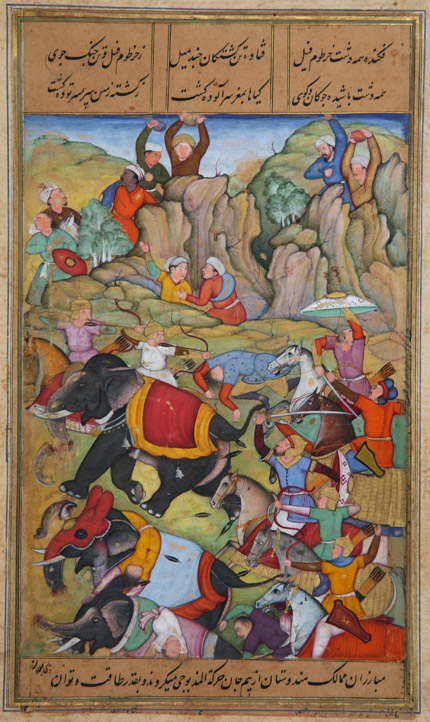
Тимур розбиває султана Делі

Тимур ретельно змальовує геноцид індусів, у скількох селах, містах і поселеннях все чоловіче населення було вирізано, їхні жінки зґвалтовані й насильно навернені в іслам.
Тимур залишив Делі приблизно у січні 1399 року. У квітні він повернувся до своєї столиці за Амудар'єю. Він вивіз з Індії величезну здобич. Відповідно до де Клавіхо 90 захоплених слонів везли коштовності, добуті в тому поході, щоб звести мечеть у Самарканді. Поспіхом збудована мечеть Бібі-Ханим за кілька десятиліть перетворилась на руїну.

## Могольська імперія
У XVI століття Індія вступила роздробленою на безліч дрібних володінь, як мусульманських, так і індуїстських, які не надто турбувались про своїх підданих, і не залишили загального зводу законів чи закладів. Утім світ почав стрімко змінюватись. Португалець Васко да Гама обійшов Африку 1498 року та зруйнував монополію мусульман на торгових шляхах між Азією та Європою. У Центральній Азії й Афганістані зміцнився правитель Фергани Бабур, він узяв Кабул і націлився на Індію. Його династія правила в Індії 333 роки (1526—1858).

### Бабур

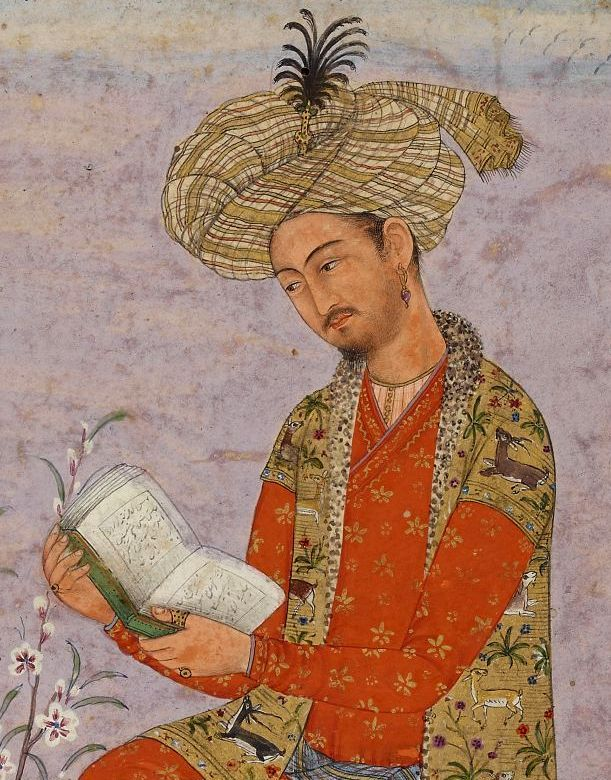
Бабур. Мініатюра з Бабур-наме

Нащадок Чингісхана й Тимура, Бабур поєднав любов до війни з любов’ю до краси, талант завойовника і мудрого адміністратора. Він зосередився на захопленні північно-західної Індії та розбив Ібрагіма Лоді, останнього делійського султана, у битві при Паніпаті (1526), на північ від Делі. Бабур переконав своїх центральноазійських воїнів залишитись в Індії та битись з іншими претендентами на владу, такими як раджпути й афганці. Невдовзі (1530) Бабур помер. Імперія Великих Моголів, створена Бабуром, була за індійськими мірками досить централізованою. На її базі склалась Британська Індія.
Праправнук Бабура Шах-Джахан (правив 1628—1658) збудував Тадж-Махал та інші чудові споруди. Два інших значних імператора могольської доби: Акбар (правив 1556—1605) та Аурангзеб (1658—1707), обидва розширяли межі імперії та були здібними адміністраторами, однак Акбар був релігійно терпимим, натомість Аурангзеб був нетерпимим до не-мусульман.

### Аурангзеб

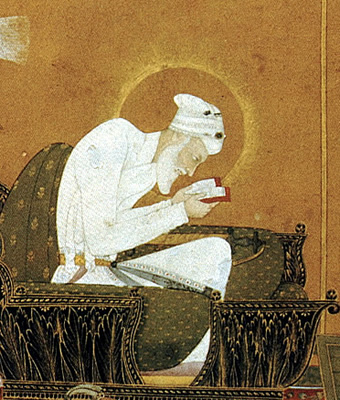
Аурангзеб

Пращур Аурангзеба Акбар намагався створити синкретичну релігію Дін-і іллахі, що поєднувала в собі різні релігії імперії, але його праонук Аурангзеб був мусульманським фанатиком.
За 150 років після смерті Аурангзеба мусульманська адміністрація імперії розвалилась. Пости в імперії переходили у спадок, шляхом інтриг або захоплювались силою. Мансабдарська система комплектації штату чиновників змінилась заміндарською, при якій місцевими чиновниками, відповідальними за збір податків, ставали багаті землевласники. І земля, і землевласники, що її обробляли, і пост чиновника переходили у спадок. Імперія послабилась, прокинулись інші сили, готові боротись за владу. Цим скористались британці.

## Дурранійська імперія
Розпад імперії Моголів привабив Надер Шаха перського, але він не зміг завоювати індійські землі. Після його смерті його особистий гвардієць, пуштун Ахмед-шах Абдалі, розпочав завоювання. За чверть століття він створив найбільшу мусульманську державу XVIII століття. Вершиною його досягнень була перемога над Маратхами при Паніпаті (1761). У Південній Азії його держава простягалась від Інду до Делі. Він не був зацікавленим у знищенні могольського правління в Індії та все більше займався періодичними війнами з сикхами та придушенням повстань у Персії. Після його смерті імперія розпалась.